# Лаврентій Крщонович
Лаврентій Крщонович гербу Шеліга (бл. 1650, Річ Посполита — 1703, Гетьманщина) — ігумен та архімандрит чернігівського Троїцько-Іллінського монастиря. Поет, автор багатьох посвят, передмов та малюнків до різних видань.

## Біографія
Народився бл. 1650 р. на Литві в шляхетські родині Крщоновичів гербу Шеліга.
В 1674 р. прибув з Вільна, і був направлений архієпископом Лазарем Барановичем до Чернігова. Там в 1684 р. отримав посаду ігумена Свято-Троїцького Іллінського монастиря. З 22 березня 1697 р. архімандрит того ж монастиря; в сан архімандрита зведений, як «потрудившийся вже 20 років в архієпископії чернігівської».
Працюючи в кін. XVII — на поч. XVIII ст. в друкарні Лазаря Барановича, писав присвяти й передмови церковнослов'янською мовою до різних видань. Серед інших вірш на герб Мазепи з присвятою йому в книзі «Молитвослов» (1692). А проявляв художній хист створивши гравюру «Хотинська битва», яка виступала фронтиспісом до панегірика «Area Triples Martis…» (1674) та інші окремі гравюри до своїх книг.
Старанно займався друкуванням книг. Зокрема при ньому були надруковані: в 1685 р. Тріодь цвітна «коштом монастирським ігуменствующу недостойному Лаврентію Кріщановічу», в 1700 р. у вересні «Апологія», в 1702 р. «Руно зрошення»… «типом шосте подано в друкарні Троїцької чернігівської… ретельністю всечесні пана батька Лаврентія Крщановича першого архімандрита Троїцького чернігівського», а в 1703 р. «Полуустав».
Ревнуючи про книжкову справу, він виклопотав у Мазепи (9 серпня 1702 р.) універсал, яким усталюється існування друкарні в Іллінському монастирі.

## Праці
- Redivivus Phoenix, Чернігів, 1683
- Modlitwy dzienne у nocne, Чернігів, 1689
- Молитвослов триакафістний, Чернігів, 1697
- Ilias oratoria, sive brevissima summa rhetoricae, Чернігів, 1698
- Полуустав, Чернігів, 1703